# Walmer
Walmer är en småstad och civil parish i grevskapet Kent i sydöstra England. Staden ligger i distriktet Dover, cirka 9 kilometer sydost om Sandwich. Den är sammanvuxen med staden Deal i norr. Civil parishen hade 7 839 invånare vid folkräkningen år 2021.